# Nadler-pont
A gímszarvasagancsok bírálatához Nadler Herbert dolgozott ki nemzetközileg elismert képletet. Az ezzel a trófeabírálati képlettel meghatározott pontszámot nevezik Nadler-pontnak.